# Rapanea salicina
Rapanea salicina là một loài thực vật có hoa trong họ Anh thảo. Loài này được (Heward) Mez miêu tả khoa học đầu tiên năm 1902.